# BUNDjugend

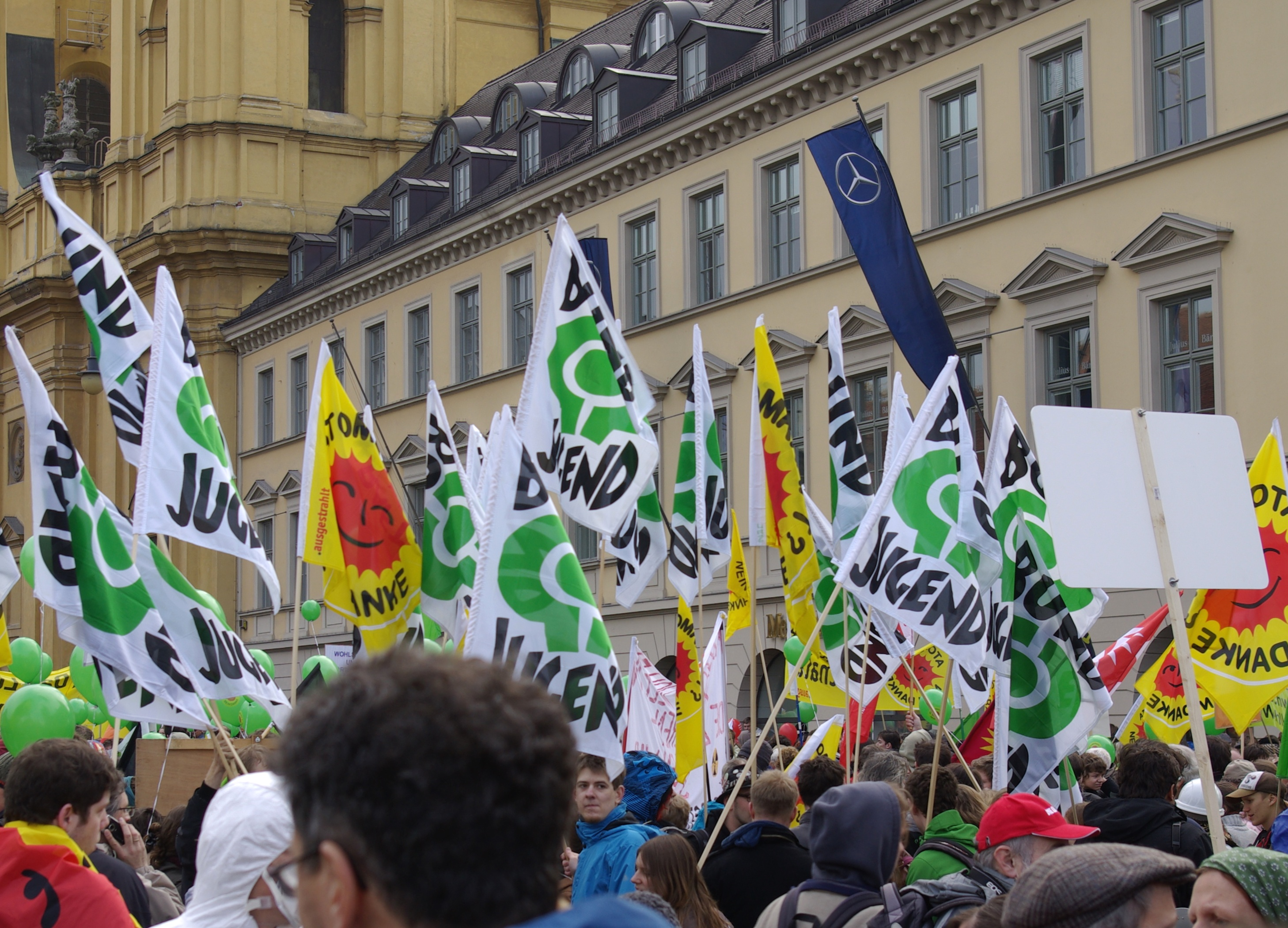
BUNDjugend-Mitglieder auf einer Anti-Atomkraft-Demonstration in München, 2011

Die BUNDjugend ist die unabhängige Jugendorganisation des Bund für Umwelt und Naturschutz Deutschland (BUND). Als ökologischer Jugendverband setzt sich die BUNDjugend für den Schutz von Natur und Umwelt sowie die Förderung der Kinder- und Jugendarbeit ein. Gegründet wurde sie 1984 und hatte nach eigenen Angaben Ende 2015 rund 85.000 Mitglieder. Es bestehen 16 Landesverbände, darunter in Bayern die (BUNDjugend Bayern).

## Themen
Die Themenpalette reicht von praktischem Naturschutz über politische Umweltarbeit bis hin zur internationalen Vernetzung von jugendlichen Umweltschützern, zum Beispiel bei den internationalen Klimakonferenzen. Die BUNDjugend fokussiert sich auf die Themen Klima und Energie, Ernährung und Landwirtschaft, Konsum und Postwachstum, ökologischer Lebensstil (ökologischer Fußabdruck), nachhaltige Digitalisierung, Mobilität sowie Flucht und Migration. Dabei versucht die BUNDjugend die Themen intersektional und interdisziplinär zu betrachten, um Teilhabe und Partizipation allen jungen Menschen zu ermöglichen.

## Aktivitäten und Projekte
Der BUNDjugend Bundesverband richtet wechselnde Projekte zu aktuellen Themen des Natur- und Umweltschutzes aus, die sich an Kinder, Jugendliche und junge Erwachsene richten. So trägt aktuell das Projekt „Klasse Klima“ Klimaschutz an Schulen, während „Jugend trifft Erfahrung“ einen Erfahrungs- und Wissensaustausch zwischen erfahrenen Atomkraftgegnern und jungen Umweltaktivisten anregt. Weiterhin thematisieren die Projekte „WELTbewusst erLEBEN“ und „Ein gutes Leben für alle!“ nachhaltigen Konsum und Suffizienz. Der Naturtagebuch-Wettbewerb hingegen animiert Kinder von 8 bis 12 Jahren alljährlich zu praktischen Naturerfahrungen.
Bekannte bereits abgeschlossene Projekte sind beispielsweise die pressewirksame Fahrt mit einem Schiff der Klimapiraten zur Klimakonferenz nach Kopenhagen im Dezember 2009 oder die Wette aus dem Jahr 1999, bei der Jugendliche aus ganz Deutschland das von der Bundesregierung genannte Klimaschutzziel bereits innerhalb weniger Monate erreichten.
Neben diesen Projekten ist die BUNDjugend regelmäßig bei diversen Demonstrationen und Großveranstaltungen präsent. Ein Höhepunkt ist dabei jedes Jahr die Demonstration Wir haben es satt!, die gemeinsam von BUNDjugend und anderen Organisationen getragen wird. Die Veranstaltung findet jedes Jahr Mitte Januar in Berlin statt.
In den Landesverbänden liegt der Fokus vor allem bei dem Angebot verschiedener Kinder- und Jugendfreizeiten, Camps sowie Seminaren und Workshops. Des Weiteren gibt es auf lokaler Ebene auch verschiedene Ortsgruppen für Umweltschützer.

## Publikationen
Regelmäßige Veröffentlichungen sind das Printmagazins kriZ des Landesverbandes Baden-Württemberg sowie die junge Seite im viermal jährlich erscheinenden BUNDmagazins. Der Bundesverband veröffentlicht in unregelmäßigen Abständen auch Infomaterialien und weitere Publikationen, so zum Beispiel die Broschüren „Klimaexperimente“, „Wachstum ohne Ende“ und „Ölwechsel“ oder das im Buchhandel erschienene Klimakochbuch. Neuere Veröffentlichungen sind die auf Deutsch und Englisch erschienene Broschüre „Klimakrise und Kolonialismus – über 500 Jahre Widerstand“, „VerRücktes Klima – beHinderte Lösungen“ des Projektes Locals United und das gemeinsam mit communia herausgegebene Buch „Öffentlicher Luxus!“.

## Verbandsstruktur
Der Bundesverband hat seinen Sitz in Berlin, geleitet wird er vom ehrenamtlichen Bundesjugendvorstand. Die Bundesvorstandsmitglieder werden für jeweils zwei Jahre auf der Bundesjugendversammlung (BJV) gewählt. Diese findet jährlich im Frühjahr statt, delegiert sind jeweils fünf Mitglieder je Landesverband, zwei Sprecher aus den Arbeitskreisen und die stimmberechtigten Mitglieder sowie die Sprecher des Bundesjugendrats. Die Landesverbände haben eine ähnliche Struktur mit jeweiligen Landesjugendvorständen bzw. Landesjugendleitungen (LaJuLei).
Die BUNDjugend entsendet auf Bundes- wie auf Landesebene einen Vertreter als voll berechtigtes Mitglied in den jeweiligen Vorstand des BUND und auf Bundesebene in den Wissenschaftlichen Beirat. Neben der engen Zusammenarbeit mit dem BUND ist die BUNDjugend auch in das internationale Netzwerk Young Friends of the Earth eingebunden. Außerdem ist die BUNDjugend Mitglied beim globalisierungskritischen Netzwerk Attac und hat zusammen mit anderen Organisationen das Jugendbündnis Zukunftsenergie gegründet.

Logo bis 2014

 Im Jahr 2014 aktualisierte die BUNDjugend ihr Logo und alle zugehörigen Materialien. Auch das neue Logo lehnt sich inhaltlich an das Logo des Bund für Umwelt und Naturschutz Deutschland an: ein Erdball, der symbolisch von zwei schützenden Händen umschlossen wird. Der hinzugekommene Schriftzug Young Friends of the Earth weist auf die Mitgliedschaft im gleichnamigen internationalen Netzwerk hin.

## Veröffentlichungen (Auswahl)
- gemeinsam mit communia (Hrsg.): Öffentlicher Luxus, Dietz Verlag, Berlin 2023, ISBN 978-3-320-02414-7.